# Мадибрагимов, Мухамадали Мадибрагимович
Мадибрагимов Мухамадали Мадибрагимович (тадж. Мадиброҳимов Муҳамадали Мадиброҳимович; 24 декабря 1934, Таджикская ССР) — таджикский учёный, кандидат технических наук (1989), профессор, изобретатель СССР (1986).

## Биография

### Образование
Родился в с. Лаккон, Исфаринского района, Ленинабадской области, Таджикской ССР.
В 1955 году окончил Кокандский автодорожный техникум, окончил Саратовский государственный технический университет. В 1989 году окончил аспирантуру в Московском автомобильно-дорожном институте (МАДИ) и получил ученое звание кандидат технических наук, защитив диссертацию на тему "Интенсификация использования производственно-технической базы автотранспортных объединений при ремонте автомобильных двигателей".